# Protesterna i Bahrain 2011
Protesterna i Bahrain 2011 var en i raden av folkliga demonstrationer i arabvärlden 2011, inspirerade av den tunisiska jasminrevolutionen och den egyptiska hibiskusrevolutionen.

## Händelser

### 14 februari
Den 14 februari 2011 samlades demokratiaktivister i flera byar runt Bahrains huvudstad Manama till en "Vredens dag", i protest mot den styrande sunnimuslimska minoriteten.
Demonstrationerna arrangerades av Facebookgruppen The Revolution of 14th February in Bahrain och oppositionspartiet al-Wefaq, med anledning av tioårsminnet av en folkomröstning i vilken en förkrossande majoritet av Bahrains befolkning röstade ja till demokratiska reformer.
Polisen besköt demonstranterna i byn Daih med tårgas och gummikulor. Över 20 personer skadades och den 22-årige bahrainiern Msheyman Ali dödades.

### 15 februari
Dagen därpå besköt säkerhetsstyrkor det begravningståg som samlats utanför Suleimaneya-sjukhuset i Manama, där Alis döda kropp fanns. 
Flera personer skadades och demonstranten Fadel Salman Matrouk sköts till döds.
Bara några timmar senare fylldes Pärlrondellen i centrala Manama av tusentals demonstrantersom slog upp tält och övernattade.

### 16 februari
Under onsdagen genomfördes ett begravningståg för den dödade Matrouk. Al-Wefaqs partiledare Ali Salman krävde i ett tal, inför den växande skaran demonstranter på Pärlrondellen, att premiärministern Khalifa bin Salman al-Khalifa skulle avgå och ersättas av en folkvald premiärminister.
Regimen svarade med att förbjuda demonstrationer och större folksamlingar. 

### 17 februari
Utländska poliser angrep, natten till den 17 februari, tältlägret och gick lös på demonstranterna med påkar, knivar, tårgas och gummikulor. 
Fem personer miste livet och hundratals skadades. Detta ledde till internationella protester från bland annat EU och FN:s generalsekreterare Ban Ki-Moon och fick al-Wefaq att lämna parlamentet i protest.

### 18 februari
Sammanstötningarna mellan demonstranter och kravallpolis fortsatte under fredagen och minst fem människor dödades.
Regimen stängde ner internet som varit ett viktigt verktyg för att kalla till demonstrationer. 

### 19 februari
Militären spärrade av torget med pansarfordon och taggtrådshinder men drog sig tillbaka därifrån under lördagen, sedan Bahrains största fackliga organisation hotat att annars utlysa generalstrejk med start på söndag. Folket återtog då genast torget och började åter sätta upp tält.
Polisen svarade först med tårgas och gummikulor, så att mellan 60 och 80 personer fick föras till sjukhus, men drog sig sedan tillbaka. 

I ett tv-tal uppmanade kronprins Sheikh Salman bin Hamad al-Khalifa oppositionen till dialog.

### 20 februari
Tusentals demonstranter fortsatte protesterna på Pärlrondellen. Propåerna om dialog avvisades så länge kung Hamad al-Khalifa inte aviserar reformer, friger politiska fångar och ställer de ansvariga för dödsskjutningarna till svars. 

### 21 februari
Utländska regeringar avrådde sina medborgare för att resa till Bahrain och den kommande månadens planerade motortävling, Bahrain Grand Prix ställdes in.
En demonstrerande shiamuslim dödades under fortsatta gatuprotester. 

### 22 februari
Tusentals personer deltog i begravningen av den dödade demonstranten. En "marsch till minne av martyrerna" samlade över 100 000 demonstranter i ett tre kilometer långt tåg genom Manamas gator. 

### 23 februari
Under onsdagen frigav kungen minst 100 politiska fångar, som en eftergift till demonstranterna. 
Ledaren för oppositionsrörelsen Haq, Hassan Mashaima i exil i London, benådades av kungen. 

### 24 februari
Mashaima greps på Beiruts flygplats, på väg hem från sin exil i Storbritannien, med hänvisning till en gammal Interpol-efterlysning.

### 25 februari
Regeringen utlyste en dags landssorg för att hedra minnet av dem som dödats under gatuprotesterna. Tiotusentals människor marscherade långsamt längs Manamas gator, till Pärlrondellen i en av de största demonstrationerna sedan oroligheterna tog sin början. 

### 26 februari
Hassan Mashaimas anhängare samlades till nattliga protester sedan deras ledare släppts av de libanesiska myndigheterna och återvänt hem. 
Kungen avskedade flera ministrar och regeringen lovade att efterskänka 25 % av kostnaderna för givna huslån. Den avhoppade parlamentarikern Abdul-Jalil Khalil avvisade dock dessa gester som kosmetiska och ett försök att flytta fokus från de krav som demokratirörelsen rest.

### 18 mars
Pärlrondellen var en av skådeplatserna för de folkliga protesterna. Till följd av detta revs pärlmonumentet den 18 mars 2011 .